# Angel Has Fallen
Angel Has Fallen és una pel·lícula dels Estats Units del 2019 dirigida per Ric Roman Waugh i protagonitzada per Gerard Butler, Morgan Freeman i Jada Pinkett Smith. És la tercera part de la sèrie de pel·lícules Olympus Has Fallen, després d'Olympus Has Fallen (2013) i London Has Fallen (2016).

## Argument
L'agent del servei secret Mike Banning (Gerard Butler) se sotmet a entrenament a les instal·lacions militars privades de Salient Global, propietat del seu amic Wade Jennings (Danny Huston), un excompany dels Rangers de l'exèrcit.
L'Allan Trumbull (Morgan Freeman), president dels Estats Units, recomana en Mike Banning per al càrrec de director del servei secret per reemplaçar el director David Gentry (Lance Reddick). En Banning, tanmateix, amaga el fet que pateix de migranyes i insomni i pren analgèsics per fer front al dolor d'esquena crònic.
Mentre el president es troba de viatge pescant, un eixam de drons armats ataca el seu sistema de seguretat, només en Banning sobreviu a l'assalt i salva el president. Tots dos homes queden incapacitats, però en Banning es recupera mentre en Trumbull queda en coma. L'agent especial de l'FBI Helen Thompson (Jada Pinkett Smith) es presenta amb evidència que en Banning pot ser responsable de l'atac després que l'FBI localitzés la camioneta emprada per transportar els drons, i troben que contenia restes dels cabells i l'ADN d'en Banning, per la qual cosa l'arresten.